# Van hier tot Tokio
Van hier tot Tokio was een Nederlands kinderprogramma, uitgezonden en geproduceerd door de VPRO als onderdeel van Villa Achterwerk. In het programma staan de drie vrienden Kai (Phi Nguyen), Moen (Nhung Dam) en Miki (Marian Dang) centraal. Het personage Miki is verschenen nadat zangeres Bo (Na-Young Jeon) naar Zuid-Korea was geëmigreerd.